# Carlo Cavalli (1888-1923)
Carlo Cavalli (Bergamo, 29 aprile 1888 – Bergamo, 11 novembre 1923) è stato un politico italiano.

## Biografia
Fu Deputato del Regno d'Italia nella XXV legislatura, eletto nel Collegio elettorale di Bergamo.